# Conrad Varrentrapp (Mediziner)
Johann Conrad Varrentrapp (* 7. August 1779 in Frankfurt am Main; † 11. März 1860 ebenda) war ein deutscher Arzt und Politiker.

## Familie
Varrentrapp war der Sohn des Buchhändlers Johann Friedrich Varrentrapp (* 3. September 1742 in Frankfurt am Main; † 24. Mai 1814 ebenda) und dessen Ehefrau Maria Eva geborene Mergenbaum (* 1748; † 4. Januar 1834 in Frankfurt am Main). Er war evangelisch und heiratete am 10. Mai 1808 in Frankfurt am Main Maria Christina Hofmann (* 14. Juni 1785 in Frankfurt am Main; † 29. März 1859 ebenda). Aus der Ehe gingen folgende Kinder hervor:
- Johann Georg Varrentrapp (1809–1886), Dr. med., Arzt, Geheimer Sanitätsrat, Abgeordneter
- Johanna Maria Jacobaea (* 1810 in Frankfurt am Main; † 22. Juli 1890 ebenda), verheiratet 1847 mit Gustav Zickwolff, 1799–1860, Bürger und Handelsmann in Frankfurt am Main
- Franz Varrentrapp (1815–1877), Professor der Chemie in Braunschweig
- Johann Albrecht Varrentrapp (1821–1885), Handelsherr, Rentier in Frankfurt am Main, Abgeordneter

## Leben
Varrentrapp studierte von 1799 bis 1803 Medizin an den Universitäten Berlin und Jena und wurde Assistent von Christoph Wilhelm Hufeland in Berlin. Im Jahr 1803 wurde er an der Universität Jena zum Dr. med. promoviert und ließ sich 1804 als praktischer Arzt in Frankfurt am Main (Saalhof) nieder. Im Großherzogtum Frankfurt wurde er Professor für Gerichtsmedizin und medizinische Polizei der Großherzoglich Frankfurter Medicinisch-Chirurgischen Spezialschule. Am 2. März 1804 wurde er in die Freimaurerloge „Zur Einigkeit“ aufgenommen.
Im Jahr 1813 wurde er Physicus extraordinarius und trat im gleichen Jahr in die Administration der Dr. Senckenbergischen Stiftung ein. Ab 1814 war er Stadtphysikus. Von 1814 bis 1841 wirkte er als Arzt am Hospital zum Heiligen Geist und von 1814 bis 1851 als Arzt an der Anstalt für Irre und Epileptische. Zwischen 1814 und 1852 war er Senior der Dr. Senckenbergischen Stiftung. Von 1818 bis 1851 wurde er als Physicus primarius in Frankfurt am Main geführt.
In den Jahren 1818 bis 1819, 1824 und von 1830 bis 1832 war er Mitglied der Gesetzgebenden Versammlung der Freien Stadt Frankfurt.